# 云龙湖水库
云龙湖水库是中国江苏省徐州市境内的一座水库，位于奎河上，建于1960年。水库正常库容为590万立方米，集雨面积为54平方千米，海拔为32.5米。